# Microhydromys richardsoni
Microhydromys richardsoni — вид гризунів родини Muridae, поширений у Західному Папуа, Індонезії та Папуа-Новій Гвінеї.

## Морфологічна характеристика
Це дрібний гризун з довжиною голови й тулуба від 79 до 86 мм, довжиною хвоста від 79 до 92 мм, довжиною лапи від 19 до 20 мм, довжиною вух від 8 до 12 мм і вагою до 12 грамів. Колір тіла сіро-чорнуватий, іноді з білуватою плямою на череві. Морда довга загострена, очі маленькі, вуха округлі. Хвіст трохи довший за голову й тулуб, рівномірно темний, з білою кінцевою частиною і вкритий 15-16 кільцями лусочок на сантиметр.

## Поведінка
Це наземний вид.